# Église Saint-Marcellin de Monistrol-sur-Loire
L'église Saint-Marcellin de Monistrol-sur-Loire est une ancienne collégiale située à Monistrol-sur-Loire, en France dans le département de la Haute-Loire.

## Description
L'église Saint-Marcellin est une église de style roman construite au XIIe siècle.

## Localisation
Elle est située dans le centre historique de Monistrol-sur-Loire, dans le département français de la Haute-Loire.

## Historique
L'édifice est inscrit au titre des monuments historiques en 1932.
L'église Saint-Marcellin (ou collégiale Saint-Marcellin) remonte au moins au XIIe siècle et servit d'église paroissiale jusqu'en 1309, date à laquelle elle fut érigée en collégiale par Bernard de Castanet pour honorer les cendres de saint Marcellin qui y avaient été transférées vers 890.
De l’église romane bâtie au milieu du XIIe siècle, il reste aujourd’hui la nef de quatre travées et le chœur, doté d’une coupole octogonale sur trompes et de deux chapelles latérales.
En 1805-1806, l’église fut reconstruite sous sa forme actuelle et — abstraction faite des bas-côtés du chœur et de la partie centrale de la façade occidentale — tous les murs extérieurs de l’édifice visible aujourd’hui datent de l’Empire.
Telle quelle, la collégiale est connue surtout, outre pour son chœur roman, pour son clocher classique de 1657 surmontant la coupole de ce chœur, ainsi que pour le remarquable reliquaire doré de Saint-Marcellin, patron de la commune, réalisé au Moyen Âge. Les vitraux sont l'œuvre du maître lyonnais Barrelon (XIXe siècle).
Le mobilier comprend également des peintures (Saint François stigmatisé secouru par les anges et l’Immaculée Conception), des sculptures (un Christ en croix et une Vierge à l’enfant, datant tous deux de la fin du XVIIIe siècle), des devants d’autel en marbre, etc.
En 1984 et dans les années qui ont suivi, l’église fut soumise à une importante rénovation intérieure, tendant à mettre en évidence l’opposition entre la partie centrale romane et l’enveloppe de style classique.

### Rénovation de 2010-2011
En 2010-2011, les travaux de restauration ont permis la restitution de la partie romane de la façade occidentale, et la réouverture de la porte monumentale romane.

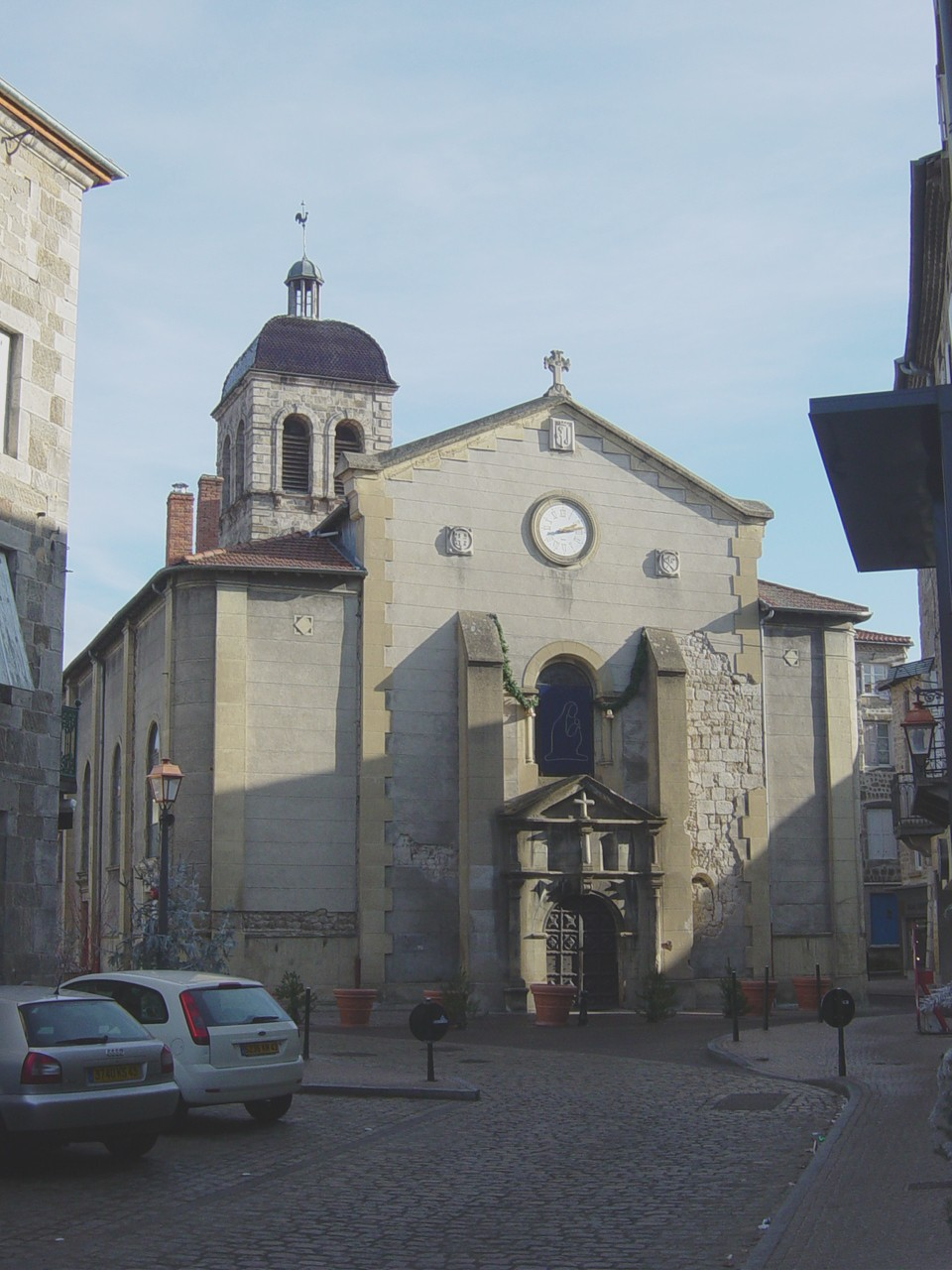
L'église Saint-Marcellin telle qu'elle était avant les travaux de 2010-2011.
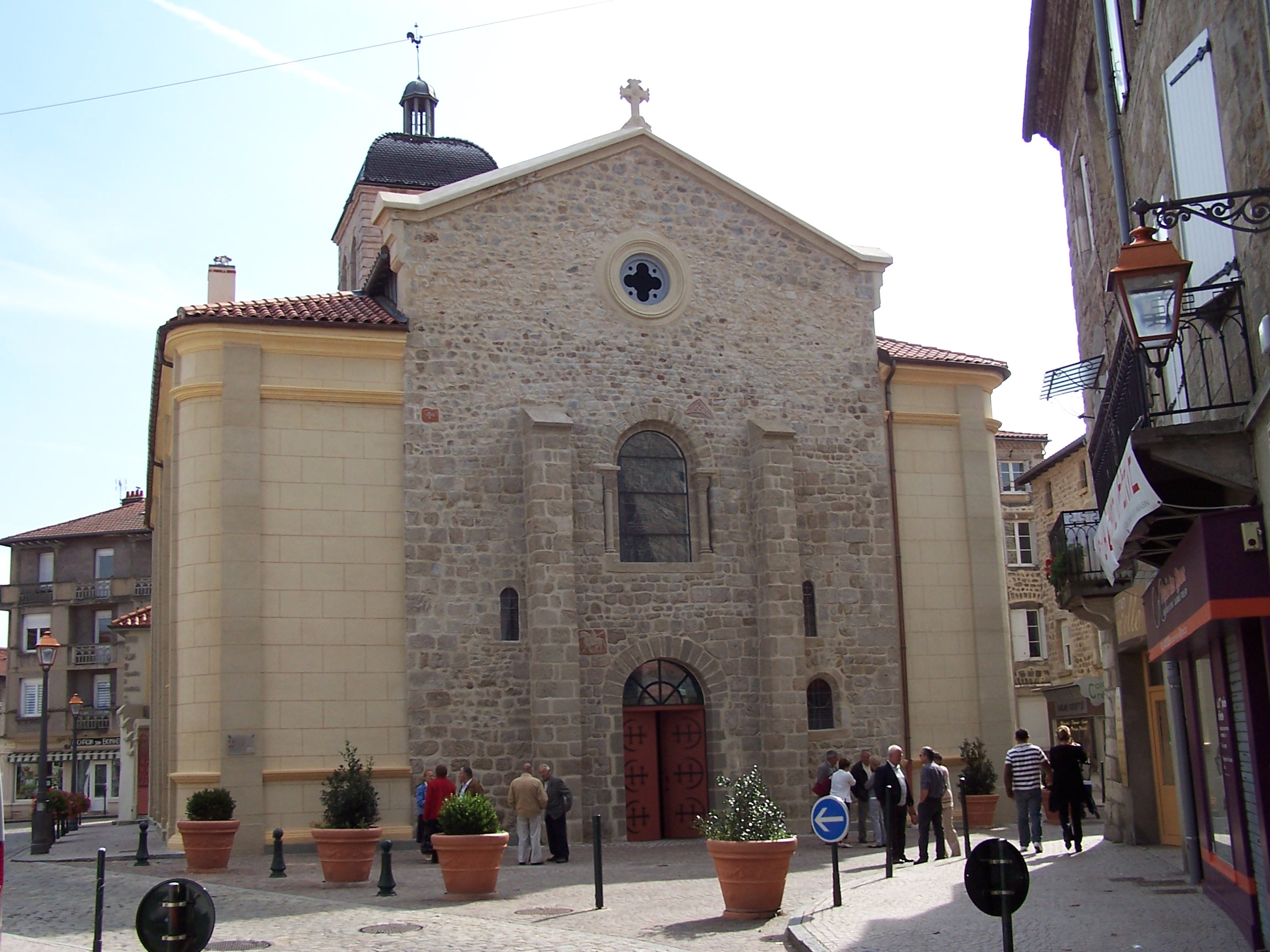
L'église Saint-Marcellin en 2012 après les travaux de rénovation.

## Galerie d'images

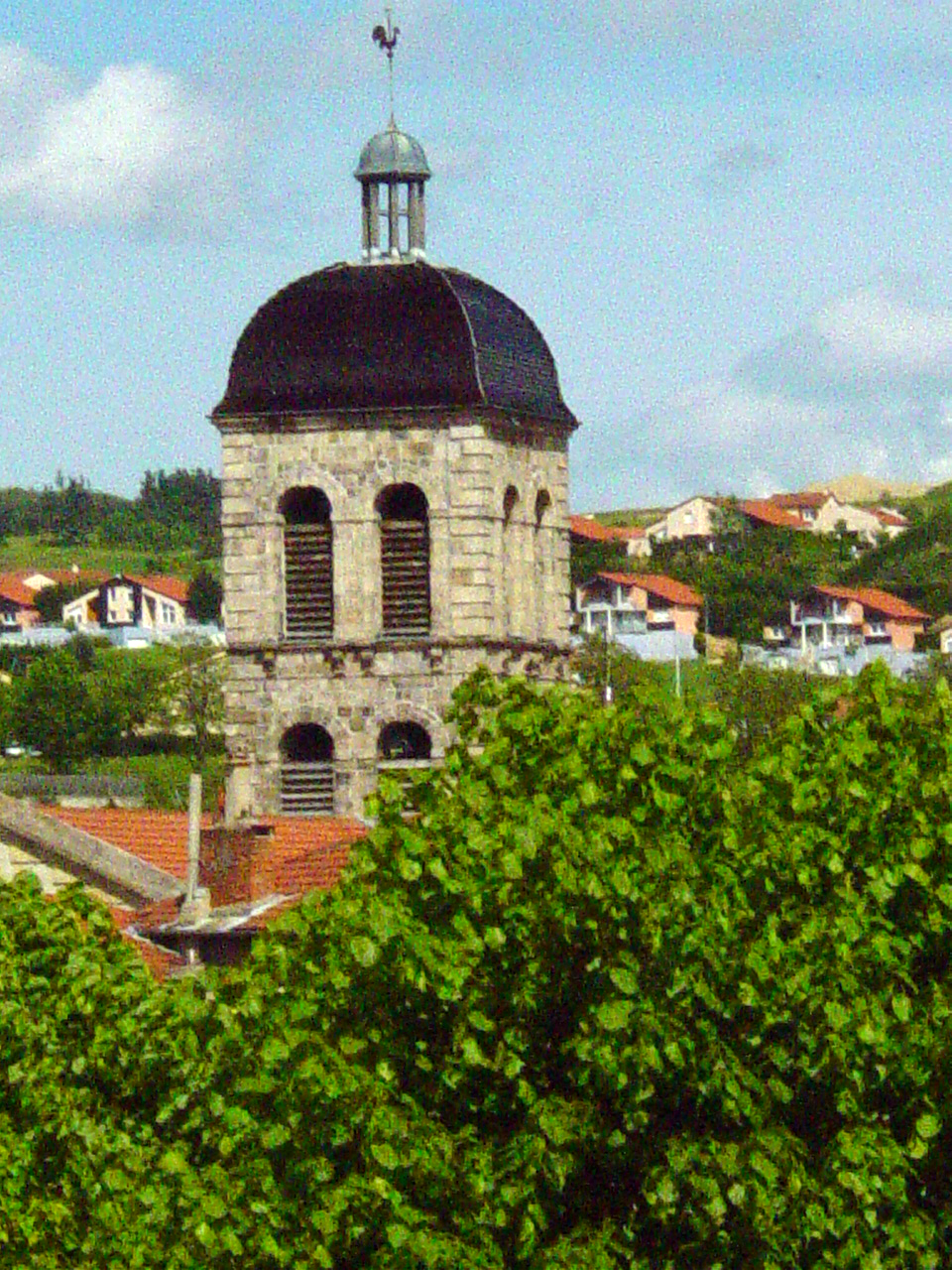
Clocher restauré en 1989.
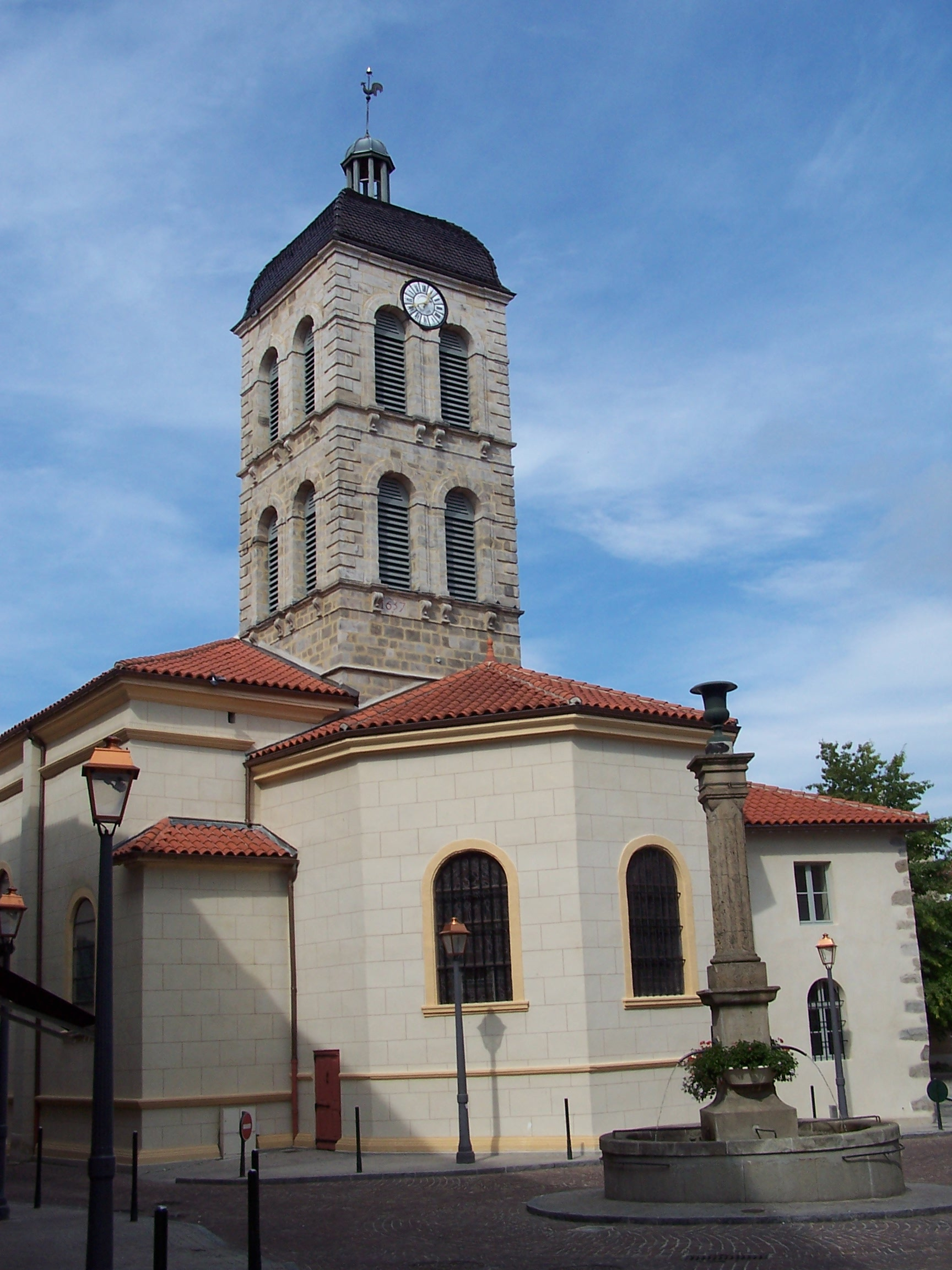
Vue sur la façade arrière de l'église, après les travaux de 2011.
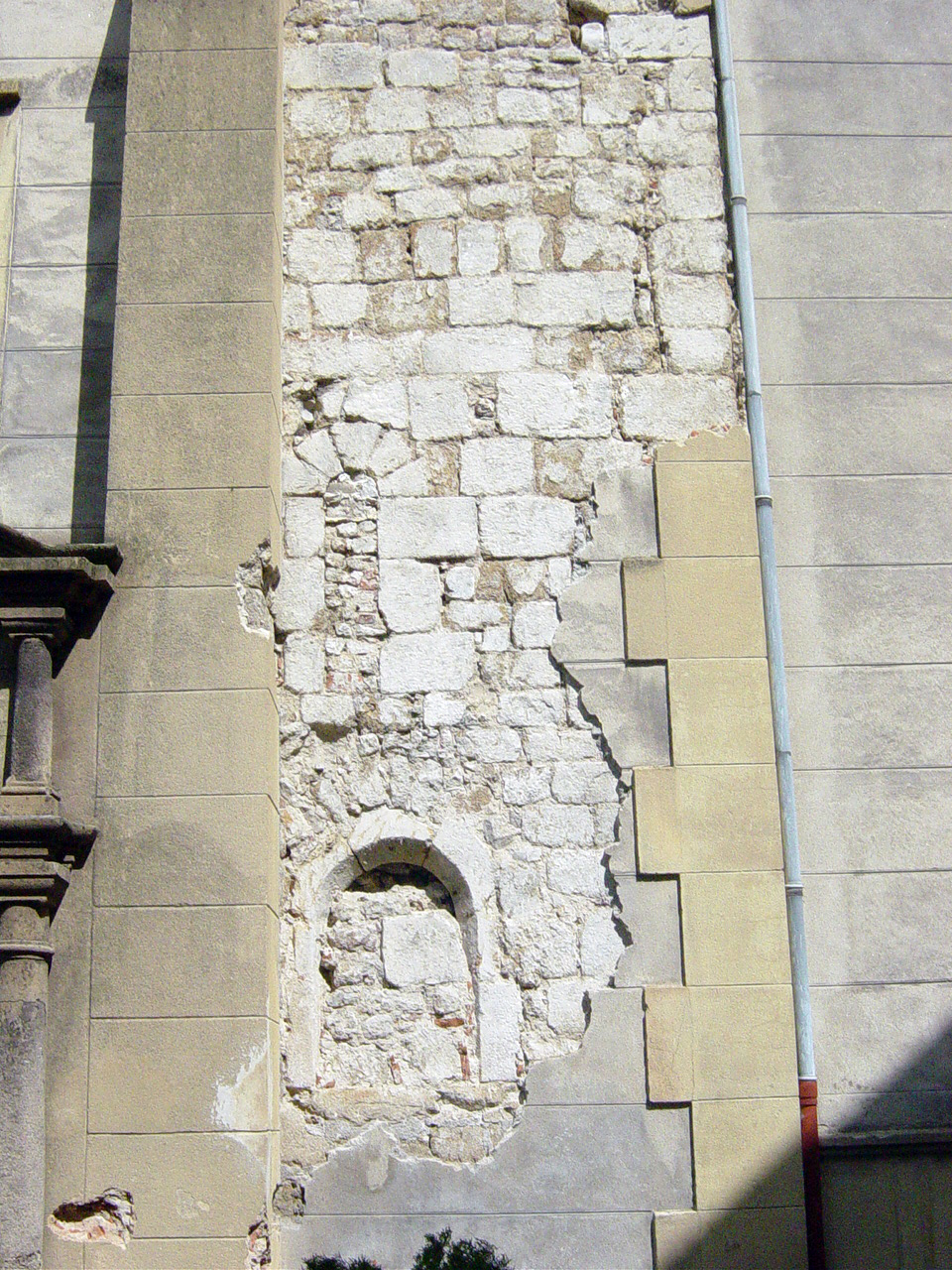
Détail de la façade avant, antérieure à la rénovation de 2010-2011.
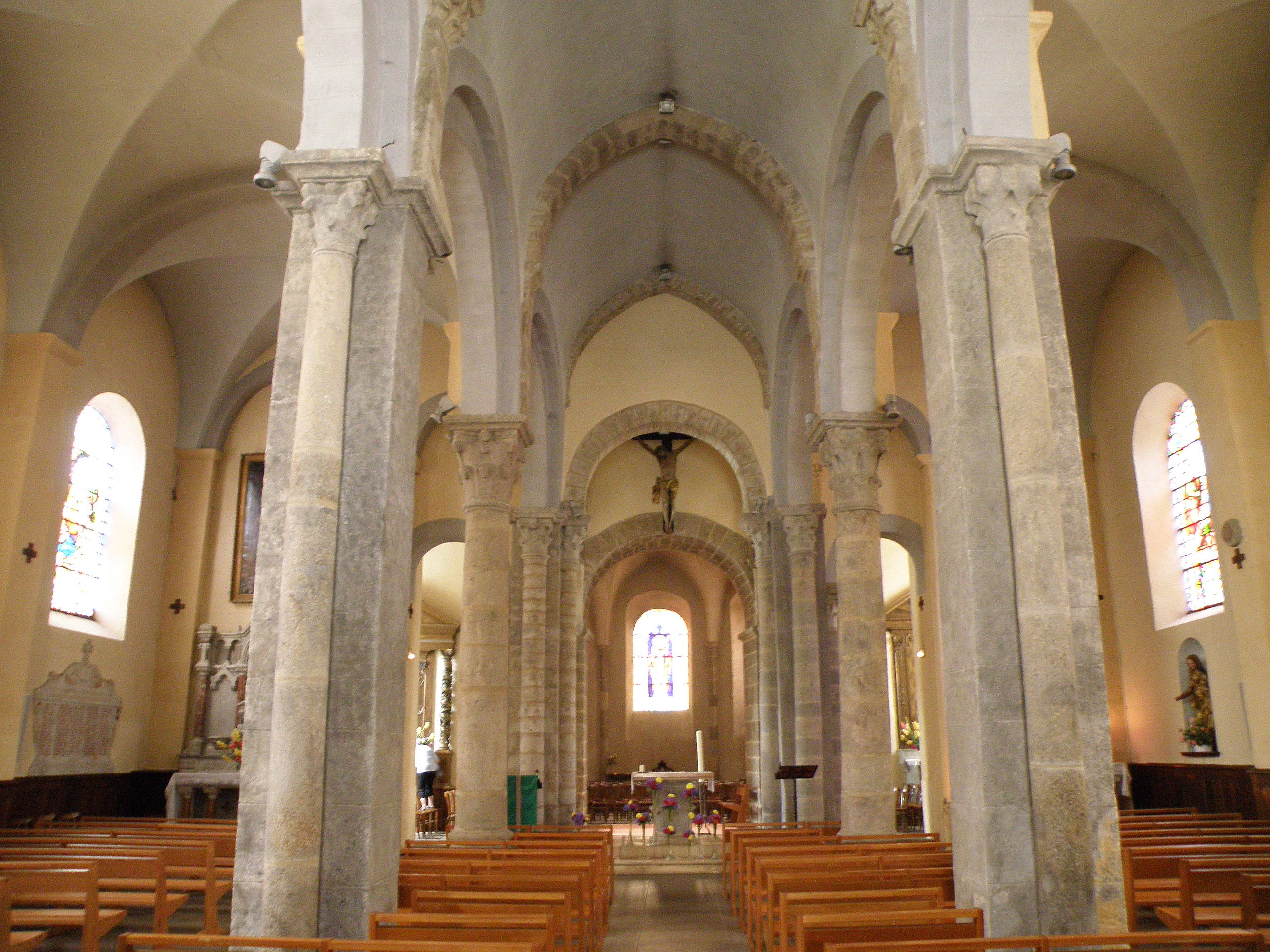
Vue intérieure.
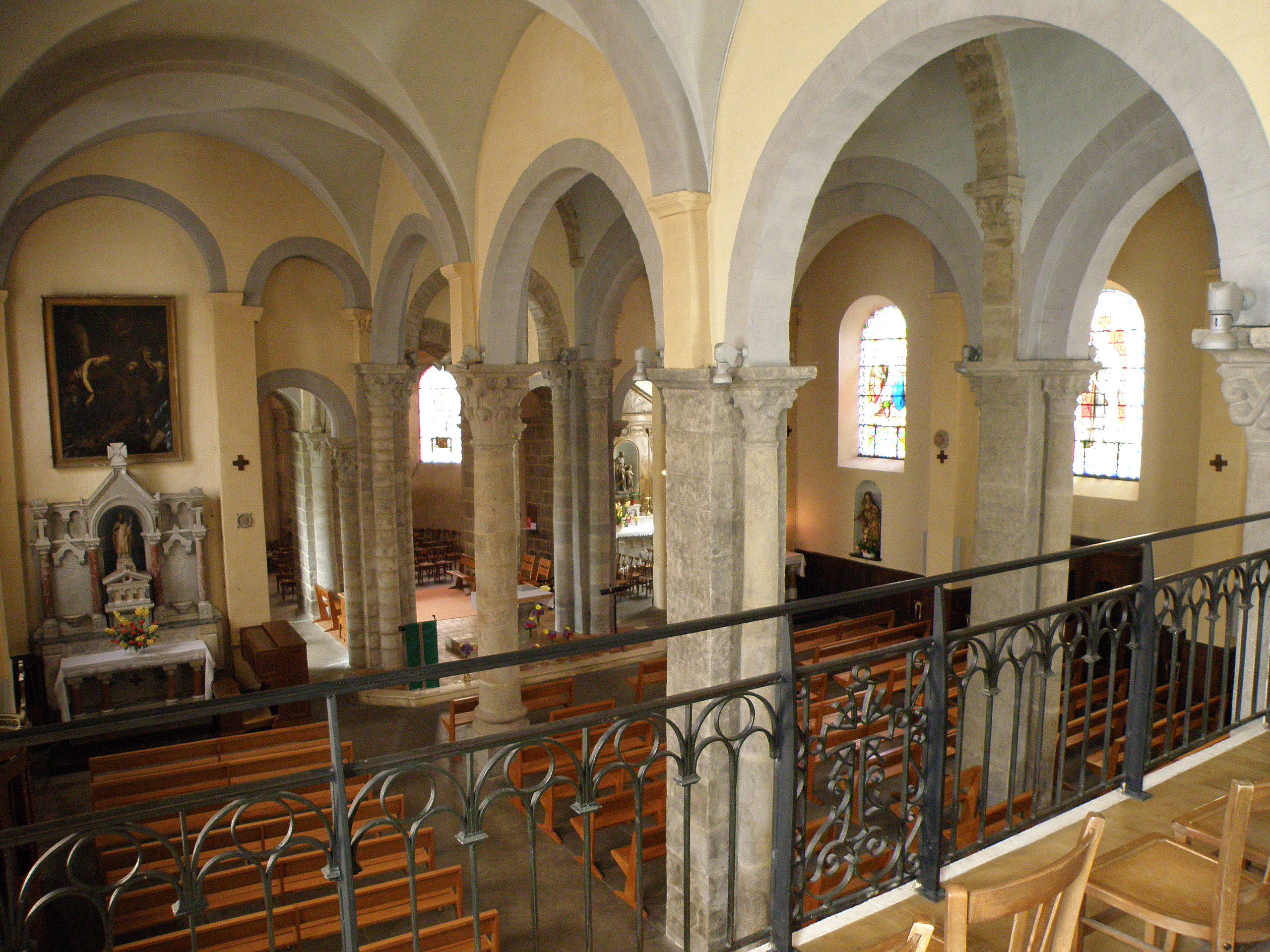
Autre vue intérieure, prise de la tribune. Nef centrale et chœur romans.
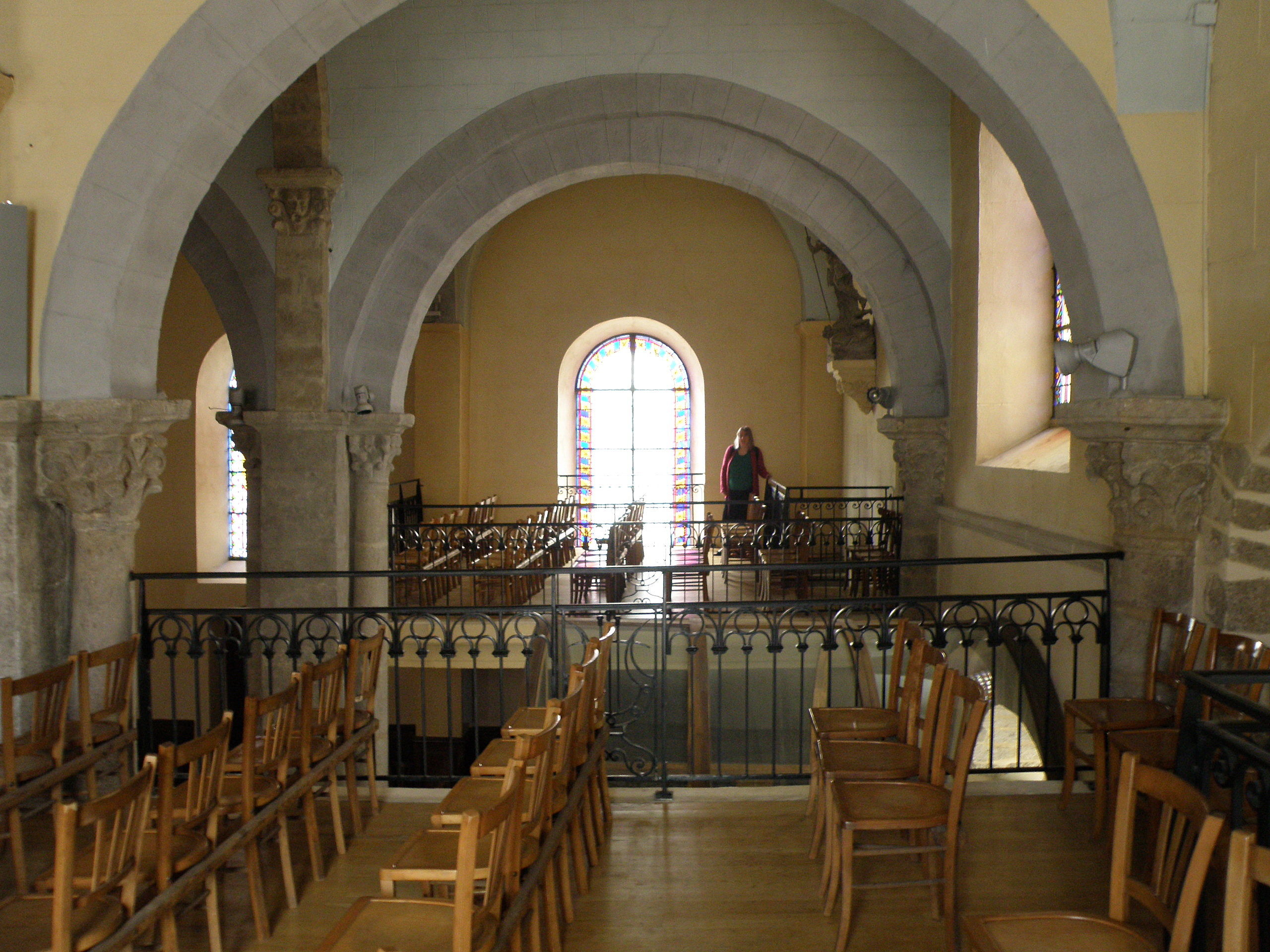
Vue sur les tribunes.
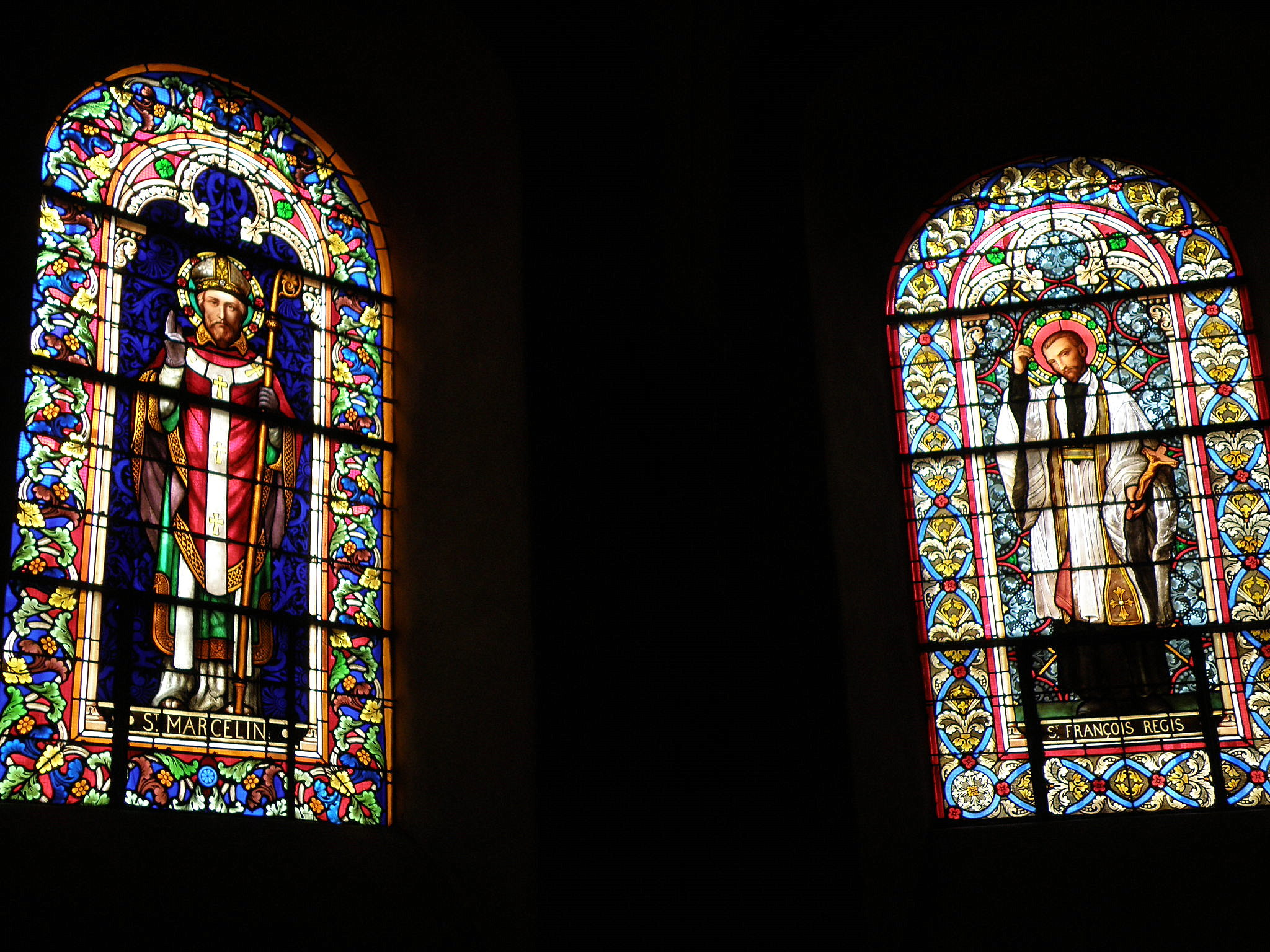
Vitraux du chœur.

### Liens Externes
- Ressources relatives à la religion :   - Clochers de France
  - GCatholic.org
  - Observatoire du patrimoine religieux
- Ressource relative à l'architecture :   - Mérimée
- Église Saint-Marcellin de Monistrol-sur-Loire - Messe.info
- Ensemble interparoissial Monistrol La Chapelle - Secteur Pastoral Monistrol-Yssingeaux